# 巴西拟鹂
，是雀形目拟鹂科的一种鸟类，属于单型的巴西拟鹂属（学名：Gnorimopsar）。
巴西拟鹂体重约65.9克，翼长约12.42厘米，喙宽度约6.4毫米，喙厚度约9.1毫米，嘴峰长约25.1毫米，跗蹠长约32.8毫米，尾长约87.9毫米。
巴西拟鹂是留鸟，栖息在草地，它们是杂食性动物。

## 亚种
- Gnorimopsar chopi sulcirostris，分布在玻利维亚东部至巴西东北部和阿根廷西北部。
- Gnorimopsar chopi chopi，分布在玻利维亚东南部至巴拉圭、巴西东南部、乌拉圭和阿根廷北部。[4]